# Revlon

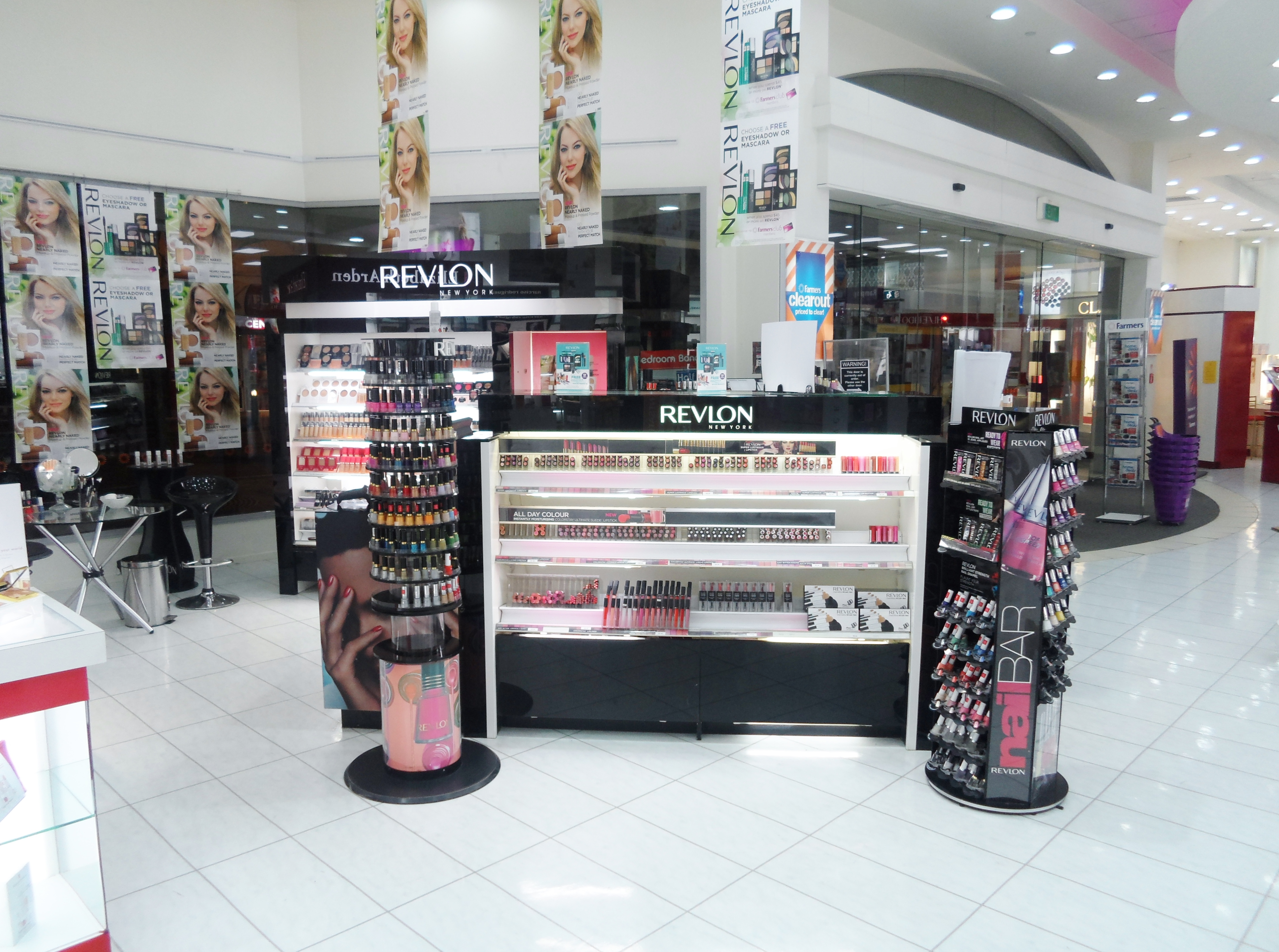
Estande da Revlon

Revlon (NYSE: REV) é um empresa norte-americana da indústria de cosméticos. Em 2016, adquiriu a Elizabeth Arden, Inc., companhia fundada por Elizabeth Arden.
A empresa foi fundada logo após o período da Grande Depressão (1929), por Charles Revson e seu irmão Joseph Revson, juntamente com o químico Charles Lachman, que contribuiu com a letra L do nome da empresa.
Em 2022, a empresa encontra-se bastante endividada e apresentou no dia 16 de maio de 2022, um pedido de proteção para enfrentar a situação de falência.